# Ensemble contre la peine de mort
Ensemble contre la peine de mort (ECPM, en español: Juntos Contra la Pena de Muerte) es una asociación que lucha por la abolición universal de la pena de muerte fundada en 2000.
Su logotipo se compone de un rectángulo rojo con ECPM marcado en blanco con el significado a continuación.
Una ONG internacional de defensa, educación y sensibilización sobre la abolición de la pena de muerte, ECPM ha tenido el estatus de ECOSOC en la ONU desde 2016.
En 2002 ECPM fundó la Coalición Mundial contra la Pena de Muerte tras el Congreso de Estrasburgo en 2001 y proporcionó su secretaría ejecutiva hasta su independencia en 2012. También creó y organiza el Congreso Mundial contra la Pena de Muerte cada tres años pena de muerte que une a miles de abolicionistas de todo el mundo. ECPM también está lanzando la idea del Día Mundial contra la Pena de Muerte (primer Día Europeo).
En 2017, ECPM lanzó la PDH - Plataforma de derechos humanos, que reúne a todas las ONG francesas de derechos humanos activas a nivel internacional.

## Presentación general
EPCM se fundó en 2000, primero a raíz de un libro-folleto de Michel Taube, Carta abierta a los estadounidenses por la abolición de la pena de muerte de Éditions L'Écart, luego una petición que reunió más de 500 000 firmas en asociación con Télérama y Marie- Clara.
Fundada por Olivier Déchaud, Michel Taube y Jean-François Daniel, ECPM está presidida por Michel Taube y luego, de 2005 a 2019, por Olivier Déchaud. Alain Morvan sucede a este último en noviembre de 2019. Desde noviembre de 2020, Aminata Niakate es presidenta de ECPM.
Robert Badinter es el presidente de honor y la figura tutelar de la ONG a la que apoya desde sus inicios. Participa en todos los Congresos Mundiales, excepto el de Bruselas en 2019, donde envía un vídeo durante la sesión inaugural en el Parlamento Europeo).
Desde 2009, el director general es Raphael Chenuil-Hazan (predecesores: Michel Taube, delegado general de 2005 a 2007, luego Cécile Thimoreau de 2008 a 2009).

## Campañas y alianzas

### Defensa de los tratados internacionales
En 2016, ECPM alcanzó un hito con la obtención del estatus consultivo ante el Consejo Económico y Social de las Naciones Unidas (ECOSOC), que le abrió las puertas de las instituciones de la ONU. En colaboración con sus socios, ECPM lleva a cabo acciones de cabildeo entre las autoridades políticas para promover instrumentos internacionales que prohíban la pena de muerte y para garantizar que los países respeten los compromisos que han asumido. Desde 2017, ECPM también ha sido observador en la Comisión Africana de Derechos Humanos y de los Pueblos (CADHP).

### Estudiar las condiciones de detención en el corredor de la muerte
ECPM lleva a cabo misiones de investigación en el corredor de la muerte en países retencionistas. Estos estudios tienen como objetivo revelar las condiciones de detención de las personas condenadas a muerte y denunciar su incumplimiento de los estándares internacionales. También permiten sensibilizar a la opinión pública sobre casos concretos de reclusos que no han tenido acceso a un juicio justo.
ECPM ha publicado misiones de investigación relacionadas con Ruanda, Burundi, la República Democrática del Congo (RDC), Estados Unidos, Camerún, Mauritania, Líbano, Malasia, Indonesia, Túnez y Marruecos.
En 2005, ECPM recibió de manos de Dominique de Villepin el premio de derechos humanos por la misión de investigación en la RDC.
ECPM también publica desde 2010, en colaboración con la ONG Iran Human Rights, un informe anual sobre la pena de muerte en Irán con el fin de promover la transparencia sobre el primer país que ejecuta per cápita en el mundo. ECPM realiza actividades de promoción internacional de los derechos humanos en Irán y participa en la red internacional Impact-Iran. En 2009, ECPM participó en la campaña de apoyo a Sakineh Mohammadi Ashtiani.

### Examen Periódico Universal (EPU)
ECPM colabora con otras ONG para establecer grupos de trabajo para los EPU de los países en los que opera (RDC, Marruecos, Túnez, Camerún, Malasia). Estos grupos tienen como objetivo escribir informes alternativos que contrarresten los informes oficiales sobre el uso real de la pena de muerte en estos países.
El 10 de enero de 2020, la ONG publica un informe sobre la situación de los presos condenados a muerte en la República Democrática del Congo (RDC) y las condiciones de detención en las cárceles de este país.

### Campañas mediáticas contra las sentencias de muerte
ECPM no reemplaza a los abogados de los países objetivo, sino que ofrece una campaña de movilización internacional o apoyo diplomático.

### Educar para la abolición y los derechos humanos
En 2009, ECPM lanzó un proyecto titulado "Educar para la abolición" dirigido a estudiantes de entre 12 y 18 años para sensibilizar sobre el tema de la pena de muerte.
Los módulos están dirigidos a diferentes niveles y cursos del programa educativo nacional (literatura, lenguas extranjeras, artes, historia y geografía). Las intervenciones escolares se organizan para debatir directamente con los estudiantes y permitirles conocer a testigos, como ex presos condenados a muerte. Este proyecto también ha puesto en marcha actividades de sensibilización como el concurso de dibujo "Dibújame la abolición", cuya 4ª edición se expuso en el 7º Congreso Mundial contra la Pena de Muerte, un concurso de Youtubers #CausonsAbolition y la creación de un juego de mesa "¡Abolición ahora!".

### Sensibilización del público
Cada Congreso Mundial termina con una marcha mundial que reúne a activistas abolicionistas. ECPM se presenta en varios encuentros como la Marcha del Orgullo, el Printemps des Assoces, la Fête de l'Humanité.
ECPM también participa en la organización del Día Mundial contra la Pena de Muerte en Francia y en muchos países.
Con motivo del décimo aniversario de la ONG, ECPM organizó un flash mob el 10 de octubre de 2010 en la plaza frente al Centro Pompidou.

### Pena de muerte y LGBTIQ+
A través de su campaña "La pena de muerte es homófoba" (#LaPeineDeMortEstHomophobe), ECPM denuncia la discriminación sexual e insta a los países que imponen penas de muerte a que dejen de hacerlo. La ONG participa en la Marcha del Orgullo todos los años desde 2003.

### Prohibición de la exposición "Nuestro cuerpo"
En 2009, ECPM, en colaboración con Solidarité Chine, obtuvo una prohibición provisional de la exposición "Our Body" que presenta los cadáveres de prisioneros chinos condenados a muerte. Posteriormente, la Corte de Casación confirmó la pertinencia de esta prohibición, en un fallo que sienta precedente basado en el respeto y la dignidad debidos al cuerpo humano.

### Campaña contra la pena de muerte en China
En enero de 2005, 2 abogados de ECPM viajaron a Dharamsala en India en solidaridad con las asociaciones tibetanas de derechos humanos y el gobierno tibetano en el exilio ante el riesgo de ejecución inminente de Tenzin Delek Rinpoche, un monje tibetano condenado a muerte tras un juicio injusto
Como los Juegos Olímpicos se llevaron a cabo en Beijing en 2008, ECPM organizó la campaña "Algunos récords no se pueden batir" para recordarnos que China sigue siendo el país que más se desempeña en el mundo.

### El caso de las enfermeras búlgaras
En 2006 y 2007, ECPM invirtió en el rescate de las cinco enfermeras búlgaras y del médico palestino condenado a muerte en Libia por presuntamente haber inoculado a niños con el virus del SIDA.

### Campaña mediática contra la pena de muerte de Serge Atlaoui

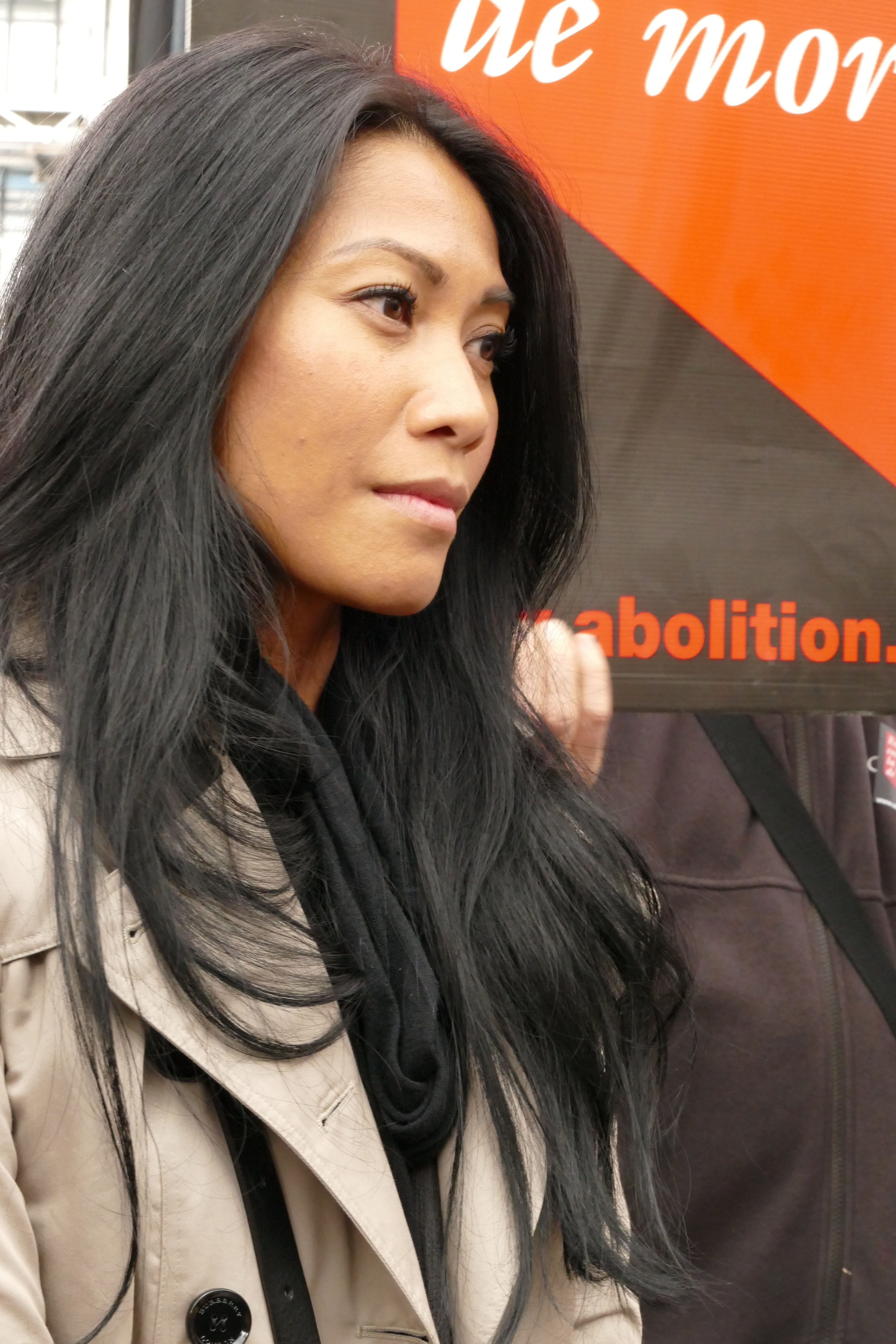
Anggun durante la manifestación a iniciativa de Richard Sédillot y ECPM contra la pena de muerte de Serge Atlaoui el 25 de abril de 2015 en París.

Con el acuerdo del francés Serge Atlaoui condenado a muerte en Yakarta, Indonesia, por tráfico de drogas, la ECPM lanzó una campaña mediática contra su ejecución inminente en 2015. Una movilización que iba desde el presidente de Francia, François Hollande, hasta los futbolistas del FC Metz, con el apoyo del cantante Anggun de los periódicos de Lorena y del ayuntamiento de Metz permite a Serge Atlaoui y a la filipina Mary Jane Veloso (in) escapar de la pena de muerte.
El 22 de abril de 2015, Anggun escribió una carta al presidente de Indonesia, Joko Widodo, implorándole que perdonara a Serge Atlaoui.

## Congresos Mundiales contra la Pena de Muerte
Del 21 al 23 de junio de 2001, ECPM organizó el 1er Congreso Mundial contra la Pena de Muerte en Estrasburgo, organizado por el Consejo de Europa y el Parlamento Europeo. Este Congreso participó en la federación del movimiento abolicionista a nivel mundial, tanto con la sociedad civil como con organizaciones internacionales y figuras políticas. Desde entonces, los Congresos Mundiales se suceden en un ciclo de tres años.
| Año  | Evento               | Participantes | Países representados | Figuras políticas                                                                      |
| 2001 | Estrasburgo, Francia | 1000          | 60                   | Nicole Fontaine, Raymond Forni, Russell Johnston, Robert Badinter                      |
| 2004 | Montréal, Canadá     | 1300          | sesenta y cinco      | Blanca Jagger                                                                          |
| 2007 | París, Francia       | 1000          | 90                   | Robert Badinter, Micheline Calmy-Rey, Jean Asselborn,                                  |
| 2010 | Ginebra, Suiza       | 1500          | 94                   | José Luis Rodríguez Zapatero                                                           |
| 2013 | Madrid, España       | 1500          | 91                   | Alberto Ruiz-Gallardón, Hamadi Ould Baba Ould Hamadi                                   |
| 2016 | Oslo, Noruega        | 1500          | 121                  | Jean-Marc Ayrault, Antonio Stango,                                                     |
| 2019 | Bruselas, Bélgica,   | 1500          | 100                  | Federica Mogherini, Pavel Telicka, Didier Reynders, Pascale Baeriswyl, Audun Halvorsen |

## Congresos regionales sobre la pena de muerte
Desde 2012, cada Congreso Mundial ha sido precedido por un congreso regional cuyo objetivo es crear plataformas para el diálogo en presencia de activistas de países retencionistas y preparar los debates del próximo Congreso Mundial mientras se promueve el movimiento abolicionista en la región en cuestión.
| Año  | Lugar del evento        | Región             |
| 2012 | Rabat, Marruecos        | Medio Oriente      |
| 2015 | Kuala Lumpur, Malasia   | El sudeste de Asia |
| 2018 | Abiyán, Costa de Marfil | África             |

El VII Congreso Mundial contra la Pena de Muerte fue una continuación del congreso regional celebrado en Abiyán, habiendo sido uno de los ejes principales: África, el próximo continente abolicionista.

## Redes compatibles

### El grupo central
ECPM lidera un grupo de apoyo informal para la movilización política a favor de la abolición: el Grupo Central. Apuntando a todos los continentes, el Core Group reúne a representantes diplomáticos de Argentina, Francia, México, Noruega, España, Suiza, Benín, Ruanda y Mónaco, Australia, Bélgica, Italia y Mongolia.

### Creación de redes parlamentarias abolicionistas
ECPM ha invertido en la creación de la primera red de parlamentarios contra la pena de muerte en Marruecos. Esta red reúne a 250 miembros que trabajan por la aprobación oficial de la moratoria de las ejecuciones, por la aprobación de una ley que abolió la pena de muerte y por la ratificación de todos los tratados internacionales.
Desde entonces, ECPM ha creado y apoyado otras redes parlamentarias en Malasia, RDC, Túnez, etc.

### La red internacional "Educar para la abolición"
Esta red, cuyas acciones coordina ECPM, fue lanzada en enero de 2014 por iniciativa de ECPM. Su finalidad es facilitar y desarrollar la creación de herramientas educativas y la puesta en marcha de iniciativas conjuntas. Los miembros de la red provienen de Francia, Túnez, Líbano y Marruecos.

### La Coalición Mundial contra la Pena de Muerte
Con más de 160 miembros en todo el mundo, la Coalición Mundial es un socio esencial del movimiento abolicionista internacional. La Coalición Mundial se independizó en 2012. Sin embargo, ECPM sigue estando muy involucrada en su gobierno. Raphael Chenuil-Hazan es su vicepresidente de 2012 a 2017 y ECPM permanece en el Comité Directivo.

## Publicaciones
Informes anuales :
- Misión de investigación a Camerún, 2019.[48]
- Informe anual sobre la pena de muerte en Irán, 2017.[49]
- Informe anual sobre la pena de muerte en Irán, ECPM, 2016.[50]

Misiones de investigación del corredor de la muerte:
- Viaje al cementerio de los vivos, Investigación en los corredores de la muerte marroquíes, ECPM, 2013[51]
- Enterrado vivo, Una monografía sobre la pena de muerte en Túnez, ECPM, 2013[52]
- 999 La pena de muerte en Estados Unidos, Una tortura polimorfa, ECPM, 2010,ISBN 978-2-3150029-7-9[53]
- La pena de muerte en la región de los Grandes Lagos, Ruanda, República Democrática del Congo, Burundi, ECPM, 2008,ISBN 978-2-95255-333-9[54]

Actas de Congresos Mundiales y Regionales :
- Congreso Regional Africano contra la Pena de Muerte, 9 y 10 de abril de 2018, Abiyán (Costa de Marfil)[55]
- 6º Congreso Mundial contra la Pena de Muerte, Oslo, 2016 (ISBN 978-2-95522-643-8)[56]
- Congreso regional asiático sobre el informe de la pena de muerte, Kuala Lumpur, 11 y 12 de junio de 2015[57]
- V Congreso Mundial Contra la Pena de Muerte, Madrid 2013 (ISBN 2-9525533-9-4)[58]

Comic:
- Condenados a morir, Cédric Liano, Gildas Gamy, ECPM y la OMDH, 2016

### enlaces externos
- Sitio oficial
- Discurso pronunciado por Guy Canivet, primer presidente de la Corte de Casación, en el 3er Congreso Mundial contra la Pena de Muerte, 3 de febrero de 2007 (enlace roto disponible en Internet Archive; véase el historial, la primera versión y la última).
- Sitio web del VII Congreso Mundial contra la Pena de Muerte Archivado el 15 de julio de 2019 en Wayback Machine.

- Datos: Q3054868
- Multimedia: Ensemble contre la peine de mort / Q3054868